# Dom Schwartza w Toruniu
Dom Schwartza – zabytkowy budynek w Toruniu, mieszczący się przy ul. Bydgoskiej 50-52, wybudowany w 1899 roku.

## Historia
Kamienica powstała w 1899 roku i pierwotnie należał do toruńskiego przedsiębiorcy budowlanego Konrada Schwartza. Wcześniej mieściły się tam budynki szkieletowe z częścią mieszkalną. Pierwotnie Konrad Schwartz kupił działkę przy ul. Bydgoskiej 50, następnie kupił posiadłość obok, przy ul. Bydgoskiej 52. Budynek zaprojektowało berlińskie biuro projektowe Erdmann & Spindler. Kamienica składała się z dwóch części i była budowana w dwóch etapach. Konrad Schwartz z rodziną wprowadzili się do kamienicy przy ul. Bydgoskiej 50, kamienicę obok przeznaczyli na wynajem. Dom Schwartza cechował się swobodą w interpretacji motywów historycznych.
W latach 1905–1909 budynek został przebudowany. W okresie międzywojennym w Domu Schwartza mieściły się mieszkania i restauracja. Rodzina Schwartzów pozostała w Toruniu po 1920 roku. Konrad Schwartz zmarł w okresie międzywojennym. Tuż przed wybuchem II wojny światowej i prawdopodobnie podczas okupacji niemieckiej budynek należał do żony Konrada Schwartza. Po 1945 roku w budynku mieścił się posterunek Milicji Obywatelskiej. 
W okresie międzywojennym w kamienicy przy ul. Bydgoskiej 52 mieściło się sześć mieszkań Jedno z mieszkań wynajmował Zbigniew Wahl, architekt miejski, autor dworca autobusowego w Toruniu i gmachu Sądu Apelacyjnego (obecnie Wydziału Fizyki, Astronomii i Informatyki Stosowanej UMK). W 1953 roku przy ul. Bydgoskiej 52 mieścił się tam dom studencki, następnie od końca lat 50. mieszkania lokatorskie.
Dom Schwartza wpisano do rejestru zabytków dnia 1 sierpnia 1983. W 2015 roku przy ul. Bydgoskiej 50-52 mieszkały trzy rodziny. Według stanu z 2019 roku budynek był zaniedbany i niezamieszkany. W 2021 roku przeprowadzono remont kamienicy.